# Третьяковка (Акмолинская область)
Третьяко́вка (каз. Третьяковка) — упразднённое село в Атбасарском районе Акмолинской области Казахстана. Входило в состав Макеевского сельского округа. Код КАТО — 113841300. Упразднено в 2019 г.

## География
Село располагалось на берегу реки Жыланды, в северной части района, на расстоянии примерно 30 километров (по прямой) к северу от административного центра района — города Атбасар, в 4 километрах к юго-востоку от административного центра сельского округа — села Шуйское.
Абсолютная высота — 301 метров над уровнем моря.
Ближайшие населённые пункты: село Шуйское — на северо-западе, село Новосельское — на юге.

## История
Постановлением акимата Акмолинской области от 22 ноября 2019 года № А-11/570 и решением Акмолинского областного маслихата от 22 ноября 2019 года № 6С-39-8 «Об изменении административно-территориального устройства Атбасарского района Акмолинской области» (зарегистрированное Департаментом юстиции Акмолинской области 29 ноября 2019 года № 7530):
- село Третьяковка было отнесено в категорию иных поселений и исключено из учётных данных,
- поселение села было включено в состав села Шуйское.

## Население
В 1989 году население села составляло 233 человек (из них немцы — 32 %, русские — 27 %, украинцы — 21 %).
В 1999 году население села составляло 205 человек (101 мужчина и 104 женщины). По данным переписи 2009 года, в селе проживало 76 человек (38 мужчин и 38 женщин).
| Численность населения | Численность населения | Численность населения |
| 1989                  | 1999                  | 2009                  |
| --------------------- | --------------------- | --------------------- |
| 233                   | ↘205                  | ↘76                   |